# Крај једне љубавне приче (филм)
„Крај једне љубавне приче“ (енгл. The End of the Affair) је америчка љубавна драма из 1999. године са Џулијен Мур и Ралфом Фајнсом у главним улогама. Филм је био номинован за два Оскара: за најбољу кинематографију и за најбољу главну глумицу. Такође је добио 12 номинација за БАФТА награду (између осталих и БАФТА награда за најбољу главну глумицу), 4 Златна глобуса и једну награду Удружења глумаца - најбоља главна глумица.
У осталим улогама су Стивен Риа, Хитер-Џеј Џонс, Џејмс Болам, Џејсон Ајзакс, Ајан Харт, Пени Морел и други.

## Радња
Писац Морис Бендрикс (Ралф Фајнс) почиње своју нарацију говорећи му да је једну од својих књига започео реченицом: „Ово је дневник мржње“.
Једне кишне лондонске вечери 1946. године, Бендрикс има прилику да упозна Хенрија Мајлса (Стивен Ри), мужа своје бивше љубавнице Саре (Џулијан Мур). Она је нагло прекинула њихову везу пре две године, али Бендрикс не може да престане да мисли на Сари и да буде љубоморан.
Догађаји из 1946. године испресецани су ратним флешбековима Бендриксове афере са Саром. Када се Хенри повери Бендриксу да сумња да Сара има аферу са неким другим, Бендрикс претпоставља да она има неког другог. Да би пронашао свог „ривала“, Бендрикс ангажује неспретног, али љубазног детектива Паркиса (Ијан Харт), који користи свог тинејџерског сина (Сем Боулд) са великим родним знаком на лицу да му помогне да пронађе свог „ривала“. Сара тражи од Бендрикса да се састане са њом како би разговарали о Хенрију. Њихов љубазан, али хладан састанак сада је толико другачији од онога што су раније радили...
Бендрикс сазнаје од Паркиса да Сара редовно посећује свештеника (Џејсон Ајзакс), иако свом мужу каже да иде код зубара. То чини Бендрикса све сумњичавијим и љубоморнијим. Флешбекови показују Бендрикса љубоморног на Сарину везу са Хенријем и како он тражи од Саре да га остави.
Иако Сара и Бендрикс изражавају љубав једно према другом, њихова романса се нагло прекида када је зграда у којој су љубавници заједно бомбардована. Док Бендрикс излази у ходник, бомба експлодира, а Бендрикс пада са висине на степенице, будећи се само кратко време касније, крвав, али неповређен. Он се пење горе у своју собу и види Сару шокирану што је жив. Бендрикс оптужује Сару да је разочарана што је преживео, а она одлази, говорећи му: „Љубав се не завршава само зато што се не можемо видети.“ Године 1946, Паркис успева да украде Сарин дневник и даје га Бендриксу; Записи откривају њихову љубавну везу онако како ју је Сара видела. Испоставља се да је, након што је Бендрикс доживео потрес мозга од бомбе, Сара отрчала низ степенице и пронашла га беживотним. Након што су њени покушаји да га оживи пропали, она трчи уз степенице и почиње грозничаво да се моли Богу да учини чудо и не одузме Бендриксов живот. Као жртву, Сара обећава Богу да ће престати да виђа Бендрикса ако се врати у живот - баш када Бендрикс улази у собу, прекривен крвљу.
Након што је све ово прочитао у дневнику, Бендрикс разуме зашто је Сара престала да га виђа. Шокиран оним што је сазнао, Бендрикс стално прогања Сару и моли је да обнове њихову везу. На крају, Сара признаје Бендриксу да иако је добро живела све ово време, без њега је мртва и да упркос својим најбољим напорима, више не може да се натера да одржи обећање дато Богу. У овом тренутку, Хенри, који је сазнао за Бендриксову аферу са Саром, очајнички моли Сару да га не напушта. Али, савладана Бендриксовим наговарањем, Сара пристаје да оде са њим за викенд. У том тренутку, Хенри сазнаје од лекара о Сариној неизлечивој болести и тражи пар да им исприча о томе.
Бендрикс остаје са Хенријем и Саром да би био са њом током њених последњих дана. На њеној сахрани, Паркис каже Бендриксу да је случајни сусрет његовог сина са Саром излечио дечака од родног белега на образу. У Хенријевој кући, Бендрикс завршава своју књигу и постаје јасно да је овај „дневник мржње“ био упућен Творцу. Док Сара није морала да види Бога да би га волела, Бендрикс, већ уверен у Његово постојање, моли Творца само да му опрости све и подари му жељени мир...